# Heinz Kammer
Heinz Kammer (* 23. März 1916 in Berlin-Charlottenburg; † 28. Juni 1989 in West-Berlin) war ein deutscher Schauspieler.

## Leben
Der Kaufmannssohn Kammer absolvierte ein Realgymnasium und erhielt privaten Schauspielunterricht. 1938 begann er seine Laufbahn am Theater und erhielt noch im selben Jahr seine erste Filmrolle. Im Zweiten Weltkrieg war er eingezogen. Nach 1945 sah man Kammer unter anderem am Heilbronner Stadttheater sowie an Berliner Spielstätten wie dem Kabarett der Komiker und dem Theater am Nollendorfplatz. Gelegentlich inszenierte er auch Bühnenstücke.
Bis 1957 wurde er dem ostdeutschen Publikum durch Filme der DEFA bekannt und wirkte in der Folgezeit in insgesamt über 30 Film- und Fernsehproduktionen mit, seit seinem Einstand in der Heinz-Rühmann-Produktion Der eiserne Gustav auch in bundesrepublikanischen Filmen.

## Filmografie (Auswahl)
- 1938: Ziel in den Wolken
- 1953: Die Geschichte vom kleinen Muck
- 1954: Leuchtfeuer
- 1955: Das Fräulein von Scuderi
- 1955: Star mit fremden Federn
- 1955: Der Teufel vom Mühlenberg
- 1955: 52 Wochen sind ein Jahr
- 1956: Thomas Müntzer – Ein Film deutscher Geschichte
- 1956: Der Hauptmann von Köln
- 1957: Rivalen am Steuer
- 1957: Das Stacheltier – Fridericus Rex – Elfter Teil
- 1958: Der eiserne Gustav
- 1960: Gefangene des ewigen Kreises – Fernsehfilm
- 1963: Der Fall Rohrbach; Folge: Wiederaufnahme des Verfahrens und Freispruch
- 1969: Die ungarische Hochzeit – Fernsehfilm
- 1971: Ehemänner-Report
- 1972: Auf Befehl erschossen – Die Brüder Sass, einst Berlins große Ganoven – Fernsehfilm
- 1975: Sergeant Berry; Folge: … und der Linkshänder
- 1976: Ein Fall für Stein; Folge: Mord oder Totschlag
- 1978: Café Wernicke – Fernsehserie
- 1980: Die Formel (The Formula)
- 1981–85: Löwenzahn – Fernsehserie, als Postbote, 7 Folgen
- 1985: Der Unbesiegbare
- 1986–87: Detektivbüro Roth (2 Folgen)
- 1988: Liebling Kreuzberg; Folge: Zweimal Entlassung
- 1988: Der Sommer des Falken

## Hörspiele
- 1948: Das Ghetto stirbt – Regie: Hanns Korngiebel
- 1948: Lösegeld für den roten Häuptling – Autor: O. Henry; Regie: Friedrich Joloff
- 1949: Es war einmal – Regie: Fritz Wendhausen
- 1950: Amtliche Schaumschlägerei oder Zehn Eier amtlich zu Schaum geschlagen – Autor und Regie: Ellie Tschauner